# Vitomir Maričić
Vitomir Maričić (Rijeka, 5. siječnja 1985.) hrvatski je ronilac na dah.

## Životopis
Vitomir Maričić je rođen 1985. u Rijeci, Hrvatska.
Sportom se počeo baviti u mladoj dobi te se natjecao u atletici, plivanju, rukometu, odbojci, veterpolu, triatlonu, trčanju i košarci. S 14 godina se ozljeđuje na treningu gimnastike, i trpi višestruke prijelome. Po oporavku, počinje se baviti slobodnim penjanjem i alpinizmom. Uz kratkotrajni izlet u olimpijsko dizanje utega, uglavnom je usredotočen na ekstremne i sportove u prirodi. U 30. godini, ponovo se ozlijeđuje prilikom treninga u Aucklandskom cirkusu, te se nakon par mjeseci oporavka počinje baviti ronjenjem na dah.
Pohađao je osnovne škole "Eugen Kumičić", Turnić, Kozala i Brajda, prirodoslovno-matematički razred Prve sušačke hrvatske gimnazije. Prvostupnik je informatike Odjela za informatiku Sveučilišta u Rijeci i prvostupnik kineziologije Kineziološkog fakulteta u Zagrebu. Završio je tečaj Digitalne fotografije na Otvorenom učilištu Algebra. Polaznik je brojnih specijalističkih, ronilačkih, spasilačkih i tehničkih tečajeva. Certificirani pulmološki rehabilitator.

## Profesionalna karijera u ronjenju na dah
Kao profesionalni ronioc na dah, aktivan je i natječe se u više ronilačkih disciplina, dubinskim i bazenskim. Član je Hrvatske ronilačke reprezentacije, u federacijama AIDA i CMAS.
Predsjednik je AIDA Hrvatska od 2018.
Direktor je natjecanja Adriatic depth trophy competition

AIDA International sudac ronjenja na dah

## Rezultati
Aktivno natjecanje započinje 2017. godine. Na 5. Europskom bazenskom prvenstvu (5th Apnea Indoor Open European Championship), održanom u Cagliariju, Italija, dostiže svjetski rekord u DNF kategoriji od 205m, ali je diskvalificiran zbog neispravnog površinskog protokola. U konačnici ulazi u 5 najboljih ronilaca natjecanja s rezultatima od 212,79 m u disciplini DYNB i 233,52 m u disciplini DYN. Iste godine nastupa na Europskom dubinskom CMAS prvenstvu u Kaşu, Turska i osvaja 4. mjesto u CNF kategoriji s rezultatom od 61 m. 
Godine 2018. pokušava postaviti svjetski rekord u DNF kategoriji, ali zbog gubitka svjesti (BO) dobiva dva crvena kartona. Na 25 metarskom bazenu u Caldognou, Italija postiže svjetski rekord s 202 m prerona u DNF disciplini, ali rezultat nije verificiran kao rekord zbog statusa natjecanja. Pri kraju sezone osvaja 3. mjesto na AIDA Svjetskom prvenstvu u Beogradu s preronom od 209 m u DNF-u. Na Svjetskom dubinskom CMAS prvenstvu u Kaşu, Turska osvaja 5. mjesto sa 70 m CNF uronom. Također postiže 3. mjesto u prestižnom Molchanova Grand Prix dubinskom natjecanju u CWT discplini s uronom od 81 m.  
Godine 2019. u Beogradu, Srbija, obara DYNB AIDA svjetski rekord s rezultatom od 234 m. U Rijeci, Hrvatska, osvaja prvo mjesto i postaje državni AIDA prvak u istom danu u 3 kategorije: DNF, STA i DYN. U Mariboru, Slovenija, postavlja CMAS svjetski rekord od 210,7 m na 50 metarskom bazenu. U Zagrebu, Hrvatska na CMAS državnom prvenstvu također obara svjetski rekord u kategoriji CMAS DYNB s preronjenih 264 m, čime postaje i državni prvak. Pobjednik je AIDA Hrvatskog bazenskog kupa uz postignuti državni rekord u DNF s rezultatom od 240 m.
Pobjednik je Hrvatskog dubinskog kupa u Pakoštanama i Hrvatskog državnog dubinskog prvenstva u Krku. Ukupni pobjednik natjecanja Adriatic freediving trophy. Na kraju sezone osvaja 8. mjesto u CWT disciplini CWTB uronom od 85 m na AIDA svjetskom prvenstvu. U 2019. se nalazi ukupno na 2. mjestu AIDA rang liste.
Titulu državnog AIDA prvaka i bazenskog kupa osvaja 2020. godine. Ukupni pobjednik Adriatic freediving trophy i AIDA državni prvak u dubinskim disciplinama. Zauzeo je prvo mjesto na ukupnoj rang listi AIDE za 2020.

## Rekordi
- Svjetski rekord AIDA DYNB  234m[23]
- Svjetski rekord CMAS DNF  212 m
- Svjetski rekord CMAS DYNB 264m[24]
- Državni rekord AIDA CWTB 85m[25]
- Državni rekord AIDA DNF  240m[25]
- Državni rekord CMAS DNF 202m
- Državni rekord CMAS DNF 212m
- Državni rekord AIDA DYNB 250m[25]